# Santo Antônio do Cruzeiro
Santo Antônio do Cruzeiro é um distrito do município brasileiro de Conceição do Mato Dentro, no interior do estado de Minas Gerais. Segundo o censo demográfico de 2022, realizado pelo Instituto Brasileiro de Geografia e Estatística (IBGE), sua população era de 245 habitantes e havia 100 domicílios particulares permanentes ocupados. Possui área de 80,58 km² conforme a Fundação João Pinheiro (FJP). Foi criado pela lei municipal nº 1.920 de 21 de novembro de 2007.
De acordo com o IBGE, em 2010 a população era de 378 habitantes e havia 179 domicílios particulares.